# Gordio (martire)
Gordio (fl. IV secolo) fu un centurione, morto martire durante la persecuzione di Diocleziano agli inizi del IV secolo, venerato come santo dalla Chiesa cattolica e dalle Chiese ortodosse.

## Agiografia
Le vicende e il martirio di Gordio sono narrati da san Basilio nell'omelia In Gordium martyrem. Gordio era un centurione cristiano di Cesarea di Cappadocia, che, per non dover sacrificarre agli dei pagani, lasciò l'esercito. Un giorno, mentre nel circo della città si celebravano i giochi, si presentò in mezzo ai gladiatori e ai carri, professando la sua fede cristiana. Subì immediatamente diverse torture e infine venne trafitto con le spade.

## Culto
La sua memoria è ricordata nei sinassari bizantini al 3 gennaio. Nello stesso giorno è stato inserito nel Martirologio Romano, che lo commemora con queste parole:
(Martirologio Romano. Riformato a norma dei decreti del Concilio ecumenico Vaticano II e promulgato da papa Giovanni Paolo II, Città del Vaticano, 2004, p. 107)